# Río Mulato
Le Río Mulato est un cours d'eau du département de Potosí en Bolivie.

## Géographie
Il naît dans les hauteurs du mont Kuntur Chukuña, en province de Quijarro, et Il se jette dans le Río Marquéz au nord de la petite localité de Río Mulato.  